# Luma
Luma è un villaggio delle Samoa Americane appartenente alla contea di Taʻu del Distretto Manu'a.